# Aghàr Piàr Milegha
Aghàr Piàr Milegha è il primo album discografico del gruppo musicale italiano Miraspinosa, pubblicato nel 1997, prodotto dal Consorzio Produttori Indipendenti e distribuito da Polygram. All'epoca fu stampato sia in compact disc che in musicassetta.

## Tracce
1. Fa male
2. Pour continuer à être libres
3. Sciogli le mie mani
4. Metal sun
5. Marco
6. Aghàr piàr milegha
7. Terrarida
8. Wandering stone
9. Rito
10. Echi